# Richard Bösch
Richard Bösch (* 21. Juni 1942 in Bregenz) ist ein österreichischer Maler.

## Leben
Bösch studierte von 1963 bis 1968 an der Akademie der Bildenden Künste in Wien. Er arbeitet seit 1980 als freischaffender Künstler. Bösch lebt und arbeitet in Hörbranz.
Bösch war mit Gesine Bösch-Propst (1944–1994) verheiratet.

## Zitat
„Malerei ist eine spezielle Disziplin geblieben, die ich gerade nicht theoretisch strapazieren möchte. Sie ist für mich eine taugliche Form von zweckloser Tätigkeit, die ich wie die Kinder im Spiel zur Selbstverlorenheit brauche...“

## Ausstellungen (Auswahl)
- 2007: Einzelausstellung Künstlerhaus Bregenz[3]
- 2017: Einzelausstellung vorarlberg museum, Bregenz

## Auszeichnungen (Auswahl)
- 1993: Internationaler Kunstpreis des Landes Vorarlberg